# 栗草
粟草（学名：Milium effusum）为禾本科粟草屬下的一个种。